# Nikola Vasilj
Nikola Vasilj (in cirillico: Никола Василиј?; Mostar, 2 dicembre 1995) è un calciatore bosniaco, portiere del St. Pauli e della nazionale bosniaca.

## Biografia
È il figlio dell'ex calciatore Vladimir Vasilj.

## Carriera

### Nazionale
Ha esordito con la nazionale bosniaca il 27 marzo 2021, in occasione dell'amichevole pareggiata per 0-0 contro la Costa Rica.

## Statistiche

### Presenze e reti nei club
Statistiche aggiornate al 21 dicembre 2024.
| Stagione         | Squadra          | Campionato       | Campionato | Campionato | Coppe nazionali | Coppe nazionali | Coppe nazionali | Coppe continentali | Coppe continentali | Coppe continentali | Altre coppe | Altre coppe | Altre coppe | Totale | Totale |
| Stagione         | Squadra          | Comp             | Pres       | Reti       | Comp            | Pres            | Reti            | Comp               | Pres               | Reti               | Comp        | Pres        | Reti        | Pres   | Reti   |
| ---------------- | ---------------- | ---------------- | ---------- | ---------- | --------------- | --------------- | --------------- | ------------------ | ------------------ | ------------------ | ----------- | ----------- | ----------- | ------ | ------ |
| 2012-2013        | Zrinjski Mostar  | PL               | 10         | -16        |                 | -               | -               |                    | -                  | -                  |             | -           | -           | 10     | -16    |
| 2013-2014        | Zrinjski Mostar  | PL               | 2          | -1         | CBiH            | 1               | -1              | UEL                | -                  | -                  |             | -           | -           | 3      | -2     |
| 2014-2015        | Igman Konjic     | 2L               | 24         | -39        | CBiH            | 1               | -3              |                    | -                  | -                  |             | -           | -           | 25     | -42    |
| 2015-2016        | Branitelj        | 2L               | 13         | -17        |                 | -               | -               |                    | -                  | -                  |             | -           | -           | 13     | -17    |
| 2015-2016        | Zrinjski Mostar  | PL               | 4          | -4         |                 | -               | -               |                    | -                  | -                  |             | -           | -           | 4      | -4     |
| 2016-2017        | Zrinjski Mostar  | PL               | 4          | -3         | CBiH            | 1               | 0               | UCL                | -                  | -                  |             | -           | -           | 5      | -3     |
| 2017-2018        | Norimberga II    | 4.L              | 15         | -29        |                 | -               | -               |                    | -                  | -                  |             | -           | -           | 15     | -29    |
| 2018-2019        | Norimberga II    | 4.L              | 27         | -31        |                 | -               | -               |                    | -                  | -                  |             | -           | -           | 27     | -31    |
| 2019-2020        | Zorja            | PL               | 4          | -1         |                 | -               | -               | UEL                | -                  | -                  |             | -           | -           | 4      | -1     |
| 2020-2021        | Zorja            | PL               | 16         | -11        | KU              | 3               | -3              | UEL                | 2                  | -2                 |             | -           | -           | 21     | -16    |
| 2021-2022        | St. Pauli        | 2BL              | 33         | -43        | CG              | -               | -               |                    | -                  | -                  |             | -           | -           | 33     | -43    |
| 2022-2023        | St. Pauli        | 2BL              | 28         | -29        | CG              | 1               | -2              |                    | -                  | -                  |             | -           | -           | 29     | -31    |
| 2023-2024        | St. Pauli        | 2BL              | 34         | -36        | CG              | -               | -               |                    | -                  | -                  |             | -           | -           | 34     | -36    |
| 2024-2025        | St. Pauli        | BL               | 15         | -19        | CG              | 2               | -6              |                    | -                  | -                  |             | -           | -           | 17     | -25    |
| Totale St. Pauli | Totale St. Pauli | Totale St. Pauli | 110        | -127       |                 | 3               | -8              |                    | -                  | -                  |             | -           | -           | 113    | -135   |
| Totale carriera  | Totale carriera  | Totale carriera  | 229        | -279       |                 | 9               | -15             |                    | 2                  | -2                 |             | -           | -           | 240    | -296   |

### Cronologia presenze e reti in Nazionale
| Cronologia completa delle presenze e delle reti in nazionale ― Bosnia ed Erzegovina | Cronologia completa delle presenze e delle reti in nazionale ― Bosnia ed Erzegovina | Cronologia completa delle presenze e delle reti in nazionale ― Bosnia ed Erzegovina | Cronologia completa delle presenze e delle reti in nazionale ― Bosnia ed Erzegovina | Cronologia completa delle presenze e delle reti in nazionale ― Bosnia ed Erzegovina | Cronologia completa delle presenze e delle reti in nazionale ― Bosnia ed Erzegovina | Cronologia completa delle presenze e delle reti in nazionale ― Bosnia ed Erzegovina | Cronologia completa delle presenze e delle reti in nazionale ― Bosnia ed Erzegovina |
| Data                                                                                | Città                                                                               | In casa                                                                             | Risultato                                                                           | Ospiti                                                                              | Competizione                                                                        | Reti                                                                                | Note                                                                                |
| ----------------------------------------------------------------------------------- | ----------------------------------------------------------------------------------- | ----------------------------------------------------------------------------------- | ----------------------------------------------------------------------------------- | ----------------------------------------------------------------------------------- | ----------------------------------------------------------------------------------- | ----------------------------------------------------------------------------------- | ----------------------------------------------------------------------------------- |
| 27-3-2021                                                                           | Zenica                                                                              | Bosnia ed Erzegovina                                                                | 0 – 0                                                                               | Costa Rica                                                                          | Amichevole                                                                          | -                                                                                   | 58’                                                                                 |
| 6-6-2021                                                                            | Brøndbyvester                                                                       | Danimarca                                                                           | 2 – 0                                                                               | Bosnia ed Erzegovina                                                                | Amichevole                                                                          | -2                                                                                  | 78’                                                                                 |
| 4-9-2021                                                                            | Zenica                                                                              | Bosnia ed Erzegovina                                                                | 1 – 0                                                                               | Kuwait                                                                              | Amichevole                                                                          | -                                                                                   |                                                                                     |
| 16-11-2021                                                                          | Zenica                                                                              | Bosnia ed Erzegovina                                                                | 0 – 2                                                                               | Ucraina                                                                             | Qual. Mondiali 2022                                                                 | -2                                                                                  |                                                                                     |
| 29-3-2022                                                                           | Zenica                                                                              | Bosnia ed Erzegovina                                                                | 1 – 0                                                                               | Lussemburgo                                                                         | Amichevole                                                                          | -                                                                                   |                                                                                     |
| 26-9-2022                                                                           | Bucarest                                                                            | Romania                                                                             | 4 – 1                                                                               | Bosnia ed Erzegovina                                                                | UEFA Nations League 2022-2023 - 1º turno                                            | -4                                                                                  |                                                                                     |
| 16-10-2023                                                                          | Zenica                                                                              | Bosnia ed Erzegovina                                                                | 0 – 5                                                                               | Portogallo                                                                          | Qual. Euro 2024                                                                     | -                                                                                   | 72’                                                                                 |
| 16-11-2023                                                                          | Lussemburgo                                                                         | Lussemburgo                                                                         | 4 – 1                                                                               | Bosnia ed Erzegovina                                                                | Qual. Euro 2024                                                                     | -4                                                                                  |                                                                                     |
| 3-6-2024                                                                            | Newcastle upon Tyne                                                                 | Inghilterra                                                                         | 3 – 0                                                                               | Bosnia ed Erzegovina                                                                | Amichevole                                                                          | -3                                                                                  |                                                                                     |
| 7-9-2024                                                                            | Eindhoven                                                                           | Paesi Bassi                                                                         | 5 – 2                                                                               | Bosnia ed Erzegovina                                                                | UEFA Nations League 2024-2025 - 1º turno                                            | -5                                                                                  |                                                                                     |
| 10-9-2024                                                                           | Budapest                                                                            | Ungheria                                                                            | 0 – 0                                                                               | Bosnia ed Erzegovina                                                                | UEFA Nations League 2024-2025 - 1º turno                                            | -                                                                                   |                                                                                     |
| 11-10-2024                                                                          | Zenica                                                                              | Bosnia ed Erzegovina                                                                | 1 – 2                                                                               | Germania                                                                            | UEFA Nations League 2024-2025 - 1º turno                                            | -2                                                                                  |                                                                                     |
| 14-10-2024                                                                          | Zenica                                                                              | Bosnia ed Erzegovina                                                                | 0 – 2                                                                               | Ungheria                                                                            | UEFA Nations League 2024-2025 - 1º turno                                            | -2                                                                                  |                                                                                     |
| 16-11-2024                                                                          | Friburgo in Brisgovia                                                               | Germania                                                                            | 7 – 0                                                                               | Bosnia ed Erzegovina                                                                | UEFA Nations League 2024-2025 - 1º turno                                            | -7                                                                                  |                                                                                     |
| 21-3-2025                                                                           | Bucarest                                                                            | Romania                                                                             | 0 – 1                                                                               | Bosnia ed Erzegovina                                                                | Qual. Mondiali 2026                                                                 | -                                                                                   | 15’                                                                                 |
| 24-3-2025                                                                           | Zenica                                                                              | Bosnia ed Erzegovina                                                                | 2 – 1                                                                               | Cipro                                                                               | Qual. Mondiali 2026                                                                 | -1                                                                                  |                                                                                     |
| 7-6-2025                                                                            | Zenica                                                                              | Bosnia ed Erzegovina                                                                | 1 – 0                                                                               | San Marino                                                                          | Qual. Mondiali 2026                                                                 | -                                                                                   |                                                                                     |
| 10-6-2025                                                                           | Celje                                                                               | Slovenia                                                                            | 2 – 1                                                                               | Bosnia ed Erzegovina                                                                | Amichevole                                                                          | -2                                                                                  |                                                                                     |
| Totale                                                                              |                                                                                     | Presenze                                                                            | 18                                                                                  |                                                                                     | Reti                                                                                | -34                                                                                 |                                                                                     |

## Palmarès

### Club

#### Competizioni nazionali
- Campionato bosniaco: 2

Zrinjski Mostar: 2013-2014, 2015-2016
- Campionato tedesco di seconda divisione: 1

St. Pauli: 2023-2024